# Râul Paloșul, Homorodul Mare
Râul Paloșul este un afluent al râului Homorodul Mare. 

## Hărți
- Harta județului Harghita
- Harta Județului Brașov